# Покров Богородичен (Луцк)
„Покров Богородичен“ (на украински: Собор Покрови Пресвятої Богородиці) е православна църква в град Луцк (Волинска област, Украйна), архитектурен паметник от 17 – 19 век, най-старата от православните църкви, действащи в града. Църквата е на територията на Държавния исторически и културен резерват „Стари Луцк“ на улицата „Даниил Галицки“, 12. Принадлежи към Украинската православна църква (Московска патриаршия) и е катедрала на Луцката и Волинска епархия.
По данни от XIX век, основател на „Покров Богородичен“ е литовският княз Витовт. Според архивни документи, през 1583 г. църквата вече се е считала за стара и се нуждаела от ремонт.
След 1625 г. храмът е разрушен и на негово място е издигнат нов, дървен, а след това и каменен. През 1637 г., при православния епископ на Луцк-Острог, Атанасий Пузин, е извършен основен ремонт: храмът е облицован с тухли, добавена е олтарна апсида за разширяване на олтара, а отгоре е изградена надстройка, покрита с нов покрив.
В периода 1803 – 1880 г. църквата служи като катедрала, от 1803 до 1826 г. – като гръкокатолическа, от 1826 до 1880 г. – като православна. Ремонтирана е през 1831 г. и отново, след пожар, през 1845 г. В периода 1873 – 1876 г. покривът е украсен с куполи, към църквата е пристроена камбанария, а отстрани на апсидата са прикрепени ризница и понамарк. Към 1914 г. при „Покров Богородичен“ функционира двуетажно енорийско училище, има дом за четене на псалми и гробище.
През 30-те години, когато Волин е част от Полша, униатите правят неуспешен опит да превземат църквата.
През 1960 г. централният купол на храма е разрушен от ураган, и е възстановен през 1968 година.
През 1992 г. е направен нов опит за превземане на храма, този път от поддръжници на Киевската патриаршия; по това време „Покров Богородичен“ остава последният храм на УПЦ в Луцк. Със заповед на ръководителя на градския съвет на Луцк и решение на градския изпълнителен комитет на града, църквата е запечатана и прекратява дейността си за три седмици. По това време архиерейското богослужение на епископа се извършва в неголямото помещение за пазачите, разположено близо до църквата.
Настоящият интериор на църквата принадлежи към относително късен период: иконостасът е монтиран през 1887 г., стените са изрисувани през 1932 и 1966 г. До 1962 г. в църквата се помещава „Волинската Богородица“, една от най-старите и почитани икони в областта (след това се съхранява в Националния художествен музей на Украйна).
В църквата, до стената вдясно от входа, има две гробници на бивши игумени на църквата: протойерей Александър Теодорович († 1879) и протойерей Александър Огибовски († 1938).